# Nowy Most
Nowy Most (dawniej niem. Neubrück) – osada w Polsce, w województwie warmińsko-mazurskim, w powiecie mrągowskim, w gminie Piecki.
Do 2023 miejscowość była częścią wsi Bobrówko.
Osada powstała w 1686 r. nad rzeką Krutynia, w ramach osadnictwa szkatułowego, na trzech włókach. W 1785 r. w osadzie był dworek i pięć domów. W 1871 r. Nowy Most (obejmował pięć włók) połączono z gminą wiejską Bobrówko.
W wykazie z dnia 1 stycznia 1973 roku Nowy Most figuruje jako osobna miejscowość – osada należąca do sołectwa Bobrówko.
W latach 1975–1998 miejscowość należała administracyjnie do województwa olsztyńskiego.